# Musiqq

Musiqq er en lettisk duo, bestående af Marats Ogļezņevs og Emīls Balceris.
Den 23. februar 2011 deltog Musiqq i den lettiske udtagelse til Eurovision Song Contest 2011. Gruppen vandt med sangen "Angel in disguise" og skal derfor repræsentere deres land ved konkurrencen i Düsseldorf.